# Marquesado de Ferrera
El marquesado de Ferrera es un título nobiliario español, de Castilla. Fue concedido por el rey Carlos II, con el vizcondado previo de la Herrería y mediante real decreto de 1697 y real despacho de 22 de febrero de 1700, en favor de Juan Alonso de Navia y Arango, noble asturiano, caballero de la Orden de Santiago, alférez mayor de Luarca, regidor perpetuo de Oviedo y de Avilés.
La denominación original fue de marqués del Palacio de Ferrera, abreviada en la forma actual poco después de la creación. Con anterioridad, el concesionario había elevado al rey un memorial genealógico solicitando la merced de marqués de Villavaler, coto del concejo de Pravia cuya jurisdicción perteneció a los Navia Arango hasta que fue redimida por los vecinos a mediados del siglo XVII. Estos se opusieron en 1695 a que se crease un título con tal denominación, por lo que Juan Alonso de Navia eligió la del palacio que poseía en Avilés por su mayorazgo de los León.

## El palacio y mayorazgo de Ferrera
En sus dos fachadas ostenta sendas piedras armeras de igual composición: escudo sobre cartela de rollos cuartelado por una cruz flordelisada. En los cuarteles, las armas de Rodríguez de León, Avilés, Hevia y Estrada, y en escusón, las de Oviedo. Ambos escudos están timbrados de yelmo empenachado, y solo se diferencian en que el de la fachada principal está sostenido por dos leones como soportes.
 Dichas armerías corresponden a los costados de Pedro de León y Menéndez de Avilés, que fue quien mandó construir el palacio a mediados del siglo XVII. Este señor (abuelo materno del primer marqués de Ferrera) fue en efecto hijo del capitán Pedro Alonso de León, regidor de Avilés y patrono del Hospital de San Juan, y de Mayor de Hevia, su mujer; nieto paterno de Simón de León de Quirós (descendiente de los Rodríguez de León pero con varonía González de Oviedo) y de María Alfonso de Arango, su segunda mujer, que era hermana uterina del adelantado Pedro Menéndez de Avilés. Y por línea materna, nieto de Diego de Hevia el Peco y de Sancha de Estrada, dueños de la casa de los Hevia de Villaviciosa y señores del coto de Poreño en el mismo concejo.]]
 En sus dos fachadas ostenta sendas piedras armeras de igual composición: escudo sobre cartela de rollos cuartelado por una cruz flordelisada. En los cuarteles, las armas de Rodríguez de León, Avilés, Hevia y Estrada, y en escusón, las de Oviedo. Ambos escudos están timbrados de yelmo empenachado, y solo se diferencian en que el de la fachada principal está sostenido por dos leones como soportes.
 Dichas armerías corresponden a los costados de Pedro de León y Menéndez de Avilés, que fue quien mandó construir el palacio a mediados del siglo XVII. Este señor (abuelo materno del primer marqués de Ferrera) fue en efecto hijo del capitán Pedro Alonso de León, regidor de Avilés y patrono del Hospital de San Juan, y de Mayor de Hevia, su mujer; nieto paterno de Simón de León de Quirós (descendiente de los Rodríguez de León pero con varonía González de Oviedo) y de María Alfonso de Arango, su segunda mujer, que era hermana uterina del adelantado Pedro Menéndez de Avilés. Y por línea materna, nieto de Diego de Hevia el Peco y de Sancha de Estrada, dueños de la casa de los Hevia de Villaviciosa y señores del coto de Poreño en el mismo concejo.
Este título nobiliario toma denominación del Palacio de Ferrera, bello edificio barroco que puede contemplarse en la avilesina plaza de España, enfrente del Ayuntamiento. Fue edificado a mediados del siglo XVII por Pedro de León y Menéndez de Avilés, abuelo materno del primer marqués, quien encargó el proyecto al arquitecto trasmerano Bartolomé de Velasco Agüero. Las obras comenzaron en 1648 y terminaron hacia 1650.
El solar donde fue construido —probablemente en reemplazo de una casa anterior más modesta— estaba vinculado al mayorazgo de los León, y era contiguo al conjunto de arquitectura gótica que formaban el Hospital de San Juan y su capilla aneja de igual advocación, de los que era patrono el comitente.
Estos León avilesinos descendían por mujer de los Rodríguez de León de la casa de Trasona, pero tenían varonía González de Oviedo. Su mayorazgo incluía el patronato de dicho hospital y capilla, otra capilla con enterramientos en la antigua iglesia parroquial de San Nicolás, varios regimientos de esta villa y concejo, y otros de la ciudad de Oviedo y de los concejos de Gozón y Corvera. Había sido fundado a finales del siglo XVI por el capitán de la Carrera de Indias Bartolomé de León, que murió al servicio de S.M. en Sicilia, sobrino carnal del adelantado Pedro Menéndez de Avilés. El fundador dispuso en su testamento que con su caudal se comprase un juro de 1.100 ducados, legándolo con vínculo a su hermano Simón de León. Este fue el primer poseedor y también capitán de la Carrera de Indias, pero murió asimismo sin descendencia, por lo que sucedió en la casa un tercer hermano y capitán: Pedro Alonso de León, que después de servir al rey Felipe II en la Florida y en la Jornada de Inglaterra, casó con Mayor de Hevia y Estrada y tuvo por hijo a Pedro de León y Menéndez de Avilés, que fue quien edificó el palacio.
El constructor del palacio casó con María de Inclán Arango y tuvo por hija y sucesora a Mayor de León y Menéndez de Avilés, que fue la segunda mujer de Álvaro Pérez de Navia y Arango, último señor de Villavaler, poseedor de la casa de los Navia en Luarca, alférez mayor de esta villa y pariente mayor del linaje. Y de este matrimonio nació Juan Alonso de Navia y Arango, que reunió las casas de sus padres y en 1700 fue creado marqués de Ferrera, merced del rey Carlos II que premiaba los servicios prestados por sus mayores a la Monarquía Hispánica.
Ya en el siglo XIX, y en virtud del parentesco que tenían sus antepasados los León con Pedro Menéndez de Avilés, el IV marqués de Ferrera litigaría por el mayorazgo que fundó el Adelantado en 1574 y por los títulos de conde de Canalejas y adelantado mayor de la Florida, a raíz de que en 1814 se extinguiera la línea directa de esta casa por muerte de Josefa Dominga Catalá de Valeriola, III duquesa de Almodóvar del Río.
Desde su construcción, el palacio de Ferrera ha sido elegido como alojamiento por la familia real española siempre que alguno de sus miembros pernoctaba en Avilés. En agosto de 1858 el V marqués de Ferrera hospedó en él a los reyes Isabel II y Francisco de Asís y a sus hijos la infanta Isabel y  el pequeño príncipe de Asturias, de ocho meses de edad. Veinte años después, aquel niño —ya flamante rey Alfonso XII— honró a esta familia con un nuevo título nobiliario: el de marqués de San Muñoz, concedido en 1878 a Lorenzo de Santa Cruz y Múxica, senador del Reino por Asturias y consorte de la VI marquesa de Ferrera.
Después de que en 1974 falleciera el X marqués de Ferrera, sus hijos vendieron al Ayuntamiento de Avilés el extenso parque del palacio, ajardinado a la inglesa, con la condición de que fuese de libre acceso para el público y reservándose el jardín inmediato a la casa, de estilo francés. El Parque de Ferrera —ocho hectáreas de bosque en el núcleo urbano de la villa— fue inaugurado por el rey Juan Carlos I en 1976.
En 1998 el actual marqués enajenó el palacio, que había pertenecido a su familia durante tres siglos y medio. El jardín francés pasó a ser también propiedad municipal, agregándose al parque, y el edificio fue destinado a hotel de lujo. A raíz de la venta, el marqués trasladó el archivo familiar a su palacio de Báscones, en el concejo de Grado.

## Lista de marqueses
|                                             | Titular                                       | Periodo                                     |
| Marqueses de Ferrera Creación por Carlos II | Marqueses de Ferrera Creación por Carlos II   | Marqueses de Ferrera Creación por Carlos II |
| ------------------------------------------- | --------------------------------------------- | ------------------------------------------- |
| I                                           | Juan Alonso de Navia y Arango                 | 1700-1731                                   |
| II                                          | Juan Alonso de Navia Arango y Osorio          | 1731-1777                                   |
| III                                         | María del Carmen de Navia Osorio y Arango     | 1777-1820                                   |
| IV                                          | Cayetano de Navia Osorio y Menéndez de Avilés | 1820-1846                                   |
| V                                           | Álvaro de Navia Osorio y Navia Osorio         | 1848-1861                                   |
| VI                                          | Remedios de Navia Osorio y Sánchez Arjona     | 1862-1881                                   |
| VII                                         | Álvaro de Santa Cruz y Navia Osorio           | 1883-1891                                   |
| VIII                                        | Antonio de Santa Cruz y Navia Osorio          | 1892-1897                                   |
| IX                                          | María de Santa Cruz y Navia Osorio            | 1900-1932                                   |
| X                                           | Álvaro de Llano Ponte y Santa Cruz            | 1935-1974                                   |
| XI                                          | Genaro de Llano Ponte y Navia Osorio          | 1976-hoy                                    |

## Historia genealógica

### Los León
Los León de Avilés, como los Rodríguez de León de Trasona, adoptaron su apellido con sentido de oriundez, pues descendían de los Lorenzana de la ciudad de León. Estos a su vez son comúnmente tenidos por originarios de la villa gallega de Lorenzana, pero más probablemente lo serían de la leonesa de igual nombre, en el actual municipio de Cuadros y comarca de Bernesga de Arriba. Los Lorenzana de León figuraban ya en la Baja Edad Media entre los linajes más poderosos de la ciudad, repetidamente emparentados con los Quiñones y alineados en su bando nobiliario.

A mediados del siglo XV era cabeza de este linaje:

• Ruy Pérez de Lorenzana, caballero principal y rico de la ciudad de León, llamado el de la Rúa por tener su casa en ella. Yace sepultado en la capilla mayor de la iglesia conventual de San Francisco, lienzo del evangelio, en un sepulcro con su epitafio y escudo de armas. Casó con Catalina Alfonso de Robles, de antigua estirpe leonesa, y tuvieron, entre otros hijos, a
1. Lope Rodríguez de Lorenzana, el primogénito y sucesor, llamado también el de la Rúa. Se unió al bando de los Quiñones a raíz de que estos se rebelaran contra Juan II siguiendo la parcialidad de los Infantes de Aragón. Hacia 1440, el rey dictó orden de prisión contra este caballero y su cuñado Suero de Quiñones, y envió a León para cumplirla a Gonzalo de Guzmán. Lope huyó y anduvo escondido, pero regresó a León bajo la amnistía dictada por Juan II tras la Batalla de Olmedo (1445). Fue su mujer María de Quiñones, hermana de Suero e hija de Velasco Pérez de Quiñones, señor de la villa de Alcedo y otros vasallos en el reino de León, y nieta de Pedro Álvarez de Quiñones, merino mayor de Asturias. La descendencia de este matrimonio quedó en León y mantuvo el apellido Lorenzana. Ilustrada en el siglo XVIII por el cardenal Francisco de Lorenzana, arzobispo de México y de Toledo.[18][19]
2. Juan Rodríguez de la Rúa de León, que también huyó de León hacia 1440 cuando Juan II mandó prender a su hermano Lope, y pasó a Asturias. En esta tierra, donde era advenedizo, empezaron a apellidarle de la Rúa de León, perdiendo el de Lorenzana. Se avecindó en Avilés, donde casó con una señora principal y rica: María Fernández de Avilés, de la que tuvo al menos tres hijos:[18][19]
  1. Rodrigo Alonso de León el Viejo, primero del linaje que poseyó el palacio de Trasona en el vecino concejo de Corvera. Fue padre de Rodrigo Alonso de León el Mozo que fundó el mayorazgo en 1539, con facultad real.[18][19]
  2. Pedro Rodríguez de León, que casó con Juana González de Solís, hija del señor de la casa de Solís en el dicho concejo de Corvera. De la que tuvo por hijo al canónigo Pedro de Solís, de quien se hará repetida mención.[19][20]
  3. Estébano de León.
3. Y María Fernández de León, que sigue.

La progenitora de los León de Avilés fue

• María Fernández de León, que pasó a Asturias con su hermano Juan Rodríguez, y aquí tomó por marido a Gonzalo Alonso Rodríguez de Oviedo, descendiente del linaje ovetense de los González de Oviedo. Fueron padres de
1. Nicolás Alonso de León y de
2. Rodrigo Alonso de León. Ambos hermanos eran vecinos de Avilés, gozaban de la calidad de «honrados» y quedaron por testamentarios del protonotario apostólico Don Pedro de Solís, su sobrino segundo,[20] que les encargó de la construcción en dicha villa de un hospital de peregrinos, al que destinó sus bienes. Este hospital, advocado a la Asunción y llamado de Rivero o de Caridad, no debe confundirse con el de San Juan de la Plaza, del que más tarde fueron patronos precisamente los León. Las obras comenzaron en 1515, aún en vida del fundador.[21] Este también nombró a sus primos, respectivamente, prior y mayordomo perpetuos de la capilla de la Asunción, vulgo de los Ángeles, que fundó para su enterramiento contigua a la antigua iglesia parroquial de San Nicolás (actual de los Franciscanos).[22]

La línea siguió por su hijo mayor:

• Nicolás Alonso de León (o de Oviedo), vecino «honrado» de Avilés, que nacería hacia 1460. Como se ha dicho, fue prior perpetuo de la capilla de los Ángeles y —junto con su citado hermano— el constructor del Hospital de Rivero: todo en dicha villa y por disposición de su primo el protonotario Solís. Casó con María González de Oviedo, su deuda, y tuvieron por hijo a

• Pedro Rodríguez de León, vecino y regidor de Avilés. Sucedió a su padre en el oficio laico de prior de la capilla de los Ángeles. En 1544 protagonizó el acceso de los León al cabildo avilesino y al patriciado urbano, al adquirir un regimiento de la villa y concejo.

Casó dos veces: en primeras nupcias con Leonor de Quirós y Valdés, que aportó a la familia el patronato de legos del Hospital de San Juan de Avilés y de su capilla aneja de igual advocación, sitos en la plaza mayor de la villa. Este patronato fue instituido entre el siglo XV y el XVI por su antepasado Bartolomé de Valdés a raíz de haber hecho nueva y larga dotación en favor de dicho hospital, que era de fundación muy anterior.

Del primer matrimonio nacieron dos hijos:
1. Simón de León de Quirós, que sigue, y
2. Pedro de León, que casó con su sobrina tercera Magdalena de Carreño, hermana de la primera mujer de Simón. Con sucesión femenina.

En el patronato del Hospital sucedió

• Simón de León de Quirós, que fue regidor perpetuo de Avilés, patrono del Hospital y capilla de San Juan y prior de la de los Ángeles. En 1557 adquirió dos regimientos de Avilés y los puso en cabeza de sus hijos Bartolomé y Simón, aunque no podían servirlos por ser aún niños. Y en 1567 el oficio de depositario general del concejo de Gozón, con vara de regidor. En 1573 figuró entre los regidores que revisaron el erario público de la villa de Avilés.

Casó dos veces: la primera con Marquesa de Carreño, su sobrina tercera, hija de Juan de Carreño y de Mencía de Hevia, su mujer, hija a su vez de Rodrigo Alonso de León el Mozo, señor de la casa de Trasona, y de María González de Hevia, de la casa de Ciaño.

Y segunda vez casó con María Alfonso de Arango, que era hermana uterina de Pedro Menéndez de Avilés, conquistador y adelantado de la Florida. Hija de Juan Martínez de Cudillero el Viejo y de María Alfonso de Arango, la cual de su anterior matrimonio, con Juan Alfonso Sánchez de Avilés, tuvo por hijo a dicho Pedro Menéndez. A causa de este parentesco algunos de sus descendientes se añadirían el apellido Menéndez de Avilés y usarían sus armas (que son las de la villa y concejo), pese a no compartir la ascendencia agnada del Adelantado.
De la primera tuvo un solo hijo:
1. Rodrigo de Carreño, que murió mozo.

 Y del segundo matrimonio nacieron otros ocho:[29]
2. Bartolomé de León y Menéndez de Avilés, capitán de la Carrera de Indias, regidor de Avilés y depositario de Gozón,[25] «que sirvió en las guerras de Indias y en otras partes». Sucedió a su padre en los citados patronatos y murió soltero en Sicilia, dejando dos hijas naturales.[30] Su testamento, hecho por los años finales del siglo XVI, contenía la fundación del mayorazgo de Ferrera, por el que se rige la sucesión del marquesado. Mandaba que con sus bienes se comprasen 1.100 ducados de juro, y los legaba con vínculo y llamamientos regulares a su hermano siguiente:[31]
3. Simón de León y Quirós, regidor perpetuo de Avilés,[25] primer poseedor del mayorazgo fundado por Bartolomé, a quien sucedió en los patronatos y oficios perpetuos. Sirvió también a S.M. como capitán de la Carrera de Indias y residió por un tiempo en Sevilla, donde fue testigo del testamento de Álvaro Flórez de Quiñones, deudo de su mujer, almirante y caballero de Santiago, otorgado el 22 de octubre de 1590. Casó en 1574 con Leonor de Valdés, que era hermana del general Diego Flórez de Valdés, comendador de Oreja en la Orden de Santiago. Hija de Juan Flórez de Quiñones, señor de Aguino y Perlunes en el concejo de Somiedo y de la torre de Robledo en Babia, y de Urraca de Valdés, su mujer, de la casa de Doriga.[32] Murió sin hijos legítimos supérstites, dejando por heredero y sucesor a Pedro, el menor de sus hermanos.
4. Sebastián de León y
5. Esteban de León, que ambos debieron de morir mozos antes que Simón.
6. Pedro Alonso de León y Menéndez de Avilés, o Pedro Menéndez de León, que sigue. Pese a que debía de ser el menor de los varones, se subrogó en la primogenitura al morir su hermano Simón, y le sucedió como segundo poseedor del mayorazgo fundado por Bartolomé.
7. Catalina Alonso de León o de Quirós. El 6 de mayo de 1605 otorgó escritura de transacción con su hermano Pedro, a fe del escribano Luis de Valdés Bango, sobre la partición que habían hecho poco antes de la herencia de su padre y de la legítima de otros hermanos suyos.[33][34] Por entonces ya era viuda del escribano de Avilés Juan González Cascos, tercero de este nombre, que fue sobrino carnal de María de Solís, la mujer del adelantado Pedro Menéndez de Avilés. Hijo de Juan González Cascos el Viejo (hermano de la Adelantada) y de otra María de Solís, su mujer y deuda,[35] y nieto de Juan González Cascos el más Viejo y de Catalina de Solís.[36] Tuvieron por hijos a Gonzalo, Simón y Juan Cascos de Solís.[31][37]
8. Y Leonor de Quirós y
9. María de Arango, que ambas fueron monjas bernardas en el Monasterio de las Huelgas Reales de Avilés.[31][37]

El segundo poseedor del mayorazgo fue

• Pedro Alonso de León y Menéndez de Avilés, o Menéndez de León y Quirós, regidor perpetuo de la ciudad de Oviedo, villa de Avilés y concejos de Corvera y Gozón, depositario general de este, capitán de la Carrera de Indias, patrono del Hospital y capilla de San Juan y prior de la de los Ángeles. Nació poco antes de 1570 y sirvió al rey Felipe II en la Florida y en la Jornada de Inglaterra, donde se halló al mando de 108 soldados en el galeón Nuestra Señora del Rosario, nave capitana de la escuadra de Andalucía, que mandaba su deudo el general Don Pedro de Valdés. Sucedió en la casa por muerte de su hermano Simón. En 1614 y 1630 adquirió otras dos varas de regidor de Avilés; en 1636 una del concejo de Corvera, y en 1639 la de Oviedo.

Casó con Mayor de Hevia, hija de Diego de Hevia el Peco, mayorazgo de la casa principal de su apellido en Villaviciosa y señor del coto de Poreño en el mismo concejo, y de Sancha de Estrada su mujer; nieta de Gutierre de Hevia, señor de la misma casa y jurisdicción, y de Lucía de Argüelles, su primera mujer, de la casa de Vega de Poja, y materna de Fabián Bernardo de Estrada, segundón de la casa de Olloniego, y de Catalina de Valdés Coalla, de la casa de Manzaneda en el concejo de Gozón, y biznieta sacrílega del famoso chantre Rodrigo de Hevia, que en 1517 aposentó en su citada casa de la calle del Agua de Villaviciosa al rey Carlos I, que por primera vez pisaba tierra española. Pedro Alonso de León y Mayor de Hevia fueron padres de
1. Pedro de León y Menéndez de Avilés, que sigue;
2. Simón de León y Menéndez de Avilés, que no dejó descendencia;[39]
3. Mayor de León, que fue bautizada en San Nicolás el 22 de noviembre de 1600 y entró en religión;[39]
4. María de León, que casó con Domingo de la Ren,[39]
5. y otros hijos.[33]

### Constructor del palacio
El palacio fue edificado por

• Pedro de León y Menéndez de Avilés, o Menéndez de León y Quirós, tercer poseedor del mayorazgo fundado por su tío Bartolomé y primer varón laico de su linaje que tuvo tratamiento de Don. Natural, regidor y vecino de Avilés, regidor también perpetuo de la ciudad de Oviedo y de los concejos de Gozón y Corvera, patrono del Hospital y capilla de San Juan de la plaza mayor de Avilés. Recibió el bautismo en la parroquial de San Nicolás el 8 de octubre de 1608, falleció en la misma villa el 13 de septiembre de 1653 y fue enterrado en la capilla los Ángeles, de la que era prior, contigua a su iglesia natal.

Edificó el palacio barroco de Ferrera a mediados del XVII, encargando su traza y ejecución al maestro trasmerano Bartolomé de Velasco Agüero. Las obras comenzaron en 1648 y se debió de poner el ramo en 1650. El escudo de la fachada principal (y otro de igual composición situado en la de la calle San Francisco, que sólo se diferencia en no estar sostenido por leones) representa las armas de sus costados: León, Avilés, Hevia, Estrada, y en escusón, Oviedo, que eran las de su varonía.

Casó con María de Inclán y Arango, descendiente de los Inclán de la casa de Belandres en el actual concejo de Cudillero (entonces Pravia). Era hija de Alonso o de Fernando de Inclán, y nieta de Álvaro de Inclán, segundón de dicha casa que casó en Avilés. De este matrimonio nació una hija:
1. Mayor de León y Menéndez de Avilés, que sigue.

Y además Pedro de León tuvo una hija natural:
2. Margarita de León Menéndez y Quirós, que casó en San Nicolás de Avilés el 8 de septiembre de 1647 con Gregorio de Llano y Osorio. Tuvieron al menos dos hijos:[41]
  1. Pedro de Llano Menéndez de León y Quirós, natural de Avilés, bautizado en San Nicolás el 7 de julio de 1648. Murió mozo el 14 de julio de 1669 «de una herida que le dieron en una pendencia en la plaza de esta villa».[41]
  2. Y Antonio de Llano Menéndez de Quirós, bautizado en San Nicolás el 21 de septiembre de 1655.[41]

### Los Navia Arango
La cuarta poseedora del mayorazgo fue

• Mayor de León y Menéndez de Avilés, señora del palacio de Ferrera de Avilés, patrona del Hospital de San Juan de esta villa, de su capilla aneja de igual advocación y priora de la de los Ángeles de la iglesia parroquial. Nacería hacia 1633, y medio siglo después reedificó la capilla del hospital, que fue bendecida en 1684.
 
Casó en Avilés el 20 de septiembre de 1655 con Álvaro Pérez de Navia y Arango, mayorazgo de la casa de los Navia de Luarca, natural y alférez mayor de esta villa, señor de la torre de Arango y coto de Villavaler en el concejo de Pravia, colegial del Mayor de Oviedo en Salamanca. Este señor era primogénito o «pariente mayor» de su linaje, y el primer varón laico del mismo que tuvo tratamiento de Don. Había estado antes casado con Isabel de Malleza y Cienfuegos, su tía segunda, de la que enviudó sin prole, hija de los señores del coto de Cortina en el concejo de Tudela (hoy Oviedo) y de la casa de Malleza en el de Salas. Fue bautizado en Santa Eulalia de Luarca el 4 de marzo de 1626 y era hijo del capitán Juan Alonso de Navia y Arango, señor de Villavaler y de las casas de sus apellidos, y de Elvira de Navia y Valdés, su primera mujer y deuda; nieto del capitán Álvaro Pérez de Navia y Arango, señor del mismo coto y casas, y de María de Malleza y Bernardo de Quirós, su segunda mujer, de la casa de Malleza, y materno de Alonso López de Navia y Bolaño, señor de la casa de Lienes en el concejo de Navia, y de Catalina de Navia Moscoso y Castrillón.
  
Tuvieron por hijos a  
1. Juan Alonso de Navia Arango y Menéndez de Avilés, que sigue;
2. Fernando Domingo de Navia Arango, que hacia 1688 era religioso de la Compañía de Jesús[48] y más tarde fue cura de la iglesia de Santa Eulalia de Luarca y su hijuela de Santiago de Arriba por presentación de su padre, que poseía esta y las de otros muchos curatos en los concejos de Valdés, Pravia y Coaña;
3. Álvaro de Navia Arango, que desde 1692 fue como su padre colegial del Mayor de San Salvador de Salamanca, llamado de Oviedo, y después pasó al del Arzobispo. Fue catedrático de Prima de Cánones de esta Universidad y oidor en la Coruña y figuró como testigo en la boda de su sobrina Francisca, hija del primer marqués.[49]
4. José de Navia Arango, canónigo de la catedral de Oviedo;
5. Elvira de Navia Arango;
6. Mayor de Arango, que dio su mano a Isidoro García de Herrera, regidor de León, de noble familia de esta ciudad. Fueron abuelos del primer marqués de Villadangos, a quien volveremos a citar como yerno del II marqués de Ferrera.
7. Luisa de Navia Arango;
8. María Antonia de Navia Arango, monja en San Pelayo de Oviedo;
9. Josefa de Navia Arango, que casó ilustremente en Galicia,
10. e Isabel Rosa de Navia Arango.

### Primer marqués de Ferrera
El título fue creado por real decreto de 1697 y real despacho de 22 de febrero de 1700 en favor de

• Juan Alonso de Navia y Arango, primer marqués de Ferrera, alférez mayor de Luarca, poseedor de la casa solar de los Navia en esta villa, del palacio de Ferrera en la de Avilés y de la torre de Arango en el concejo de Pravia, regidor perpetuo de Oviedo y de Avilés, patrono del Hospital de San Juan de esta villa, etc., caballero de la Orden de Santiago. Recibió el bautismo en la iglesia de San Nicolás de Avilés el 18 de septiembre de 1657 y testó en su palacio de Ferrera el 3 de septiembre de 1731 a fe de Martín Fernández de Villa del Rey.

Casó dos veces: la primera con María Magdalena de Montenegro Pimentel y Sotomayor, hija e inmediata sucesora de Pedro de Montenegro Lantoira y Núñez Sanjurjo, a quien premurió, señor de las casas de sus apellidos en el concejo de Castropol, y de Francisca Cadórniga Pimentel y Sotomayor, su mujer, de los señores del pazo y jurisdicción de la Mezquita en Galicia; nieta del capitán Fernando de Lantoira y Sanjurjo, señor de estas casas, caballero de Santiago, y de María Marques Valdepares Omaña, señora de la de Montenegro.

Contrajo segundas nupcias en San Nicolás de Avilés el 25 de febrero de 1701 con Rosa Francisca de Navia Osorio y Vigil de Quiñones, su deuda, que trajo en dote 10.000 ducados según consta de las capitulaciones otorgadas el mismo día a fe de Rodrigo Mieres Cuervo. Hija de Juan Antonio de Navia Osorio y Argüelles, señor de las casas de Anleo y Celles, caballero de Santiago, nacido en Oviedo el 25 de septiembre de 1656 y finado en Valladolid el 27 de enero de 1708, y de Jacinta Vigil de Quiñones y la Rúa, su mujer, II marquesa de Santa Cruz de Marcenado, señora del coto de igual denominación y de la casa y torre de Santa Eulalia de Vigil, todo en el concejo de Siero, y también poseedora de la casa de la Rúa de Oviedo, a la que era aneja la jurisdicción del coto de Puerto en el concejo de la Ribera de Abajo (hoy Oviedo), que nació en la Pola de Siero el 30 de marzo de 1664, casó con el antedicho el 7 de abril de 1682 y murió en Oviedo el 10 de junio de 1717 bajo testamento hecho el anterior día 6 a fe de Tomás Pérez del Busto; nieta de Juan Alonso de Navia Osorio, señor de la casa de Anleo, y de Juana Teresa de Argüelles y Valdés, señora de la torre de Celles, y materna de Sebastián Vigil de Quiñones, primer marqués de Santa Cruz de Marcenado, caballero de Calatrava, y de Isabel de la Rúa, señores de las casas de sus apellidos.
Del primer matrimonio nacieron:
1. Fernando de Navia Arango, que murió niño, y su hermana gemela
2. Francisca de Navia Arango Montenegro y Lantoira, que nació el 3 de octubre de 1680 en el palacio del Campo, sito en la villa de Castropol y vinculado en la casa de Montenegro. Sucedió en éste y demás mayorazgos de su abuelo materno, falleció en Valladolid el 3 de septiembre de 1706 y fue enterrada en la capilla de San Joaquín del convento de Carmelitas Descalzas de esta ciudad, de donde se la trasladó a su capilla lateral de la parroquial de Castropol. Casó en San Nicolás de Avilés el 21 de junio de 1701, previas capitulaciones otorgadas el 25 de febrero a fe de Rodrigo Mieres Cuervo, con un hermano de su madrastra: el teniente general Álvaro José de Navia Osorio y Vigil de Quiñones, III marqués de Santa Cruz de Marcenado, natural del Puerto de Vega en el concejo de Navia, bautizado en Santa Marina el 21 de diciembre de 1684, embajador de S.M.C. en varias cortes europeas, enviado extraordinario en el Congreso de Soissons (1727) y celebrado tratadista militar, que se halló en la toma de Orán, quedando por gobernador de esta plaza, y murió defendiéndola en 1732 durante el contraataque turco, bajo testamento hecho en Barcelona el 17 de abril de 1718 a fe de Tomás Pérez. Su filiación quedó expuesta al tratar de su hermana Rosa Francisca, que casó con el I marqués de Ferrera. Tuvieron descendencia varonil en que siguieron título y mayorazgos. Tras enviudar de Francisca de Navia Arango, el marqués casó dos veces más con señoras catalanas, de las que también tuvo prole: en segundas nupcias con María Teresa Roig de Magriñá, y en terceras con María Antonia Bellet y Valencia.[53][54]

 Del segundo matrimonio fueron hijos:
3. Juan Alonso de Navia Arango y Osorio, que sigue;
4. otro Fernando de Navia Arango, canónigo y dignidad de deán de la Catedral de León,
5. Álvaro de Navia Arango,
6. Josefa de Navia Arango,
7. Mayor Francisca de Navia Arango, nacida en Luarca el 3 de abril de 1708 y bautizada en Santa Eulalia el 15 de mayo. Dio su mano a Gregorio de Jove Dasmariñas, señor del coto de Priañes y casa de Peñaflor en el concejo de Grado, alférez mayor de Sariego, regidor perpetuo de Oviedo y de Gijón, que en esta villa poseía la torre de Jove y capilla de San Lorenzo (epónima de la playa inmediata), y mayorazgo en otras partes de Asturias y Galicia. Hijo y sucesor de Baltasar de Jove Dasmariñas, que testó en 1738, y de Ana Flórez Bernardo. Padres del primer vizconde de Campo Grande.[55]
8. Rosa de Navia Arango,
9. Gertrudis de Navia Arango,
10. Mayor Luisa de Navia Arango,[56] que casó con Pedro de Valdés Prada y Heredia, señor de la casa de Argame en el concejo de Morcín, regidor de Oviedo y patrono de la capilla mayor de la conventual de Santo Domingo de esta ciudad, hijo y sucesor de Melchor de Valdés Prada y de Melchora de Heredia y Valdés. Con prole en que siguió la casa de Argame.
11. Y Rosa Ventura de Navia Arango,[56] nacida en Luarca el 22 de julio de 1711.[55]

Segundo marqués

Por fallecimiento del anterior en 1731, sucedió su hijo

• Juan Alonso de Navia Arango y Osorio, II marqués de Ferrera, señor de las casas de Luarca, Ferrera y Arango, regidor perpetuo de Oviedo y de Avilés, patrono del hospital de esta villa. Natural, patrono y alférez mayor de Luarca, fue bautizado en Santa Eulalia el 22 de marzo de 1703 y murió en 1777.

En 1741, como regidor de Avilés fue comisionado por el ayuntamiento para que representase ante S.M. los privilegios de esta villa, oponiéndose a una orden del Almirantazgo que prohibía a las justicias locales nombrar alcaldes de mar, y su contundente alegato obtuvo que fuera revocada.

Desde 1764 litigó con el III marqués de Campo Sagrado sobre la prelación de asientos que ambos pretendían en el ayuntamiento y en las funciones públicas de la ciudad de Oviedo.

Casó en San Isidoro de Oviedo el 6 de febrero de 1724 con Joaquina de la Rivera y Cabeza de Vaca, señora del coto de San Agustín de Sena en el concejo de Ibias, de la casa y torre de los Álvarez de la Rivera en Báscones, concejo de Grado, y de sus agregadas de Andallón en las Regueras, Fresnedo en Cabranes y otras. Nacida en León el 16 de julio de 1704, fue bautizada en la parroquial de San Pedro el siguiente día 23 y murió en Avilés el 10 de febrero de 1766. Única hija supérstite de José Álvarez de la Rivera y Doriga, vizconde de Castaosa, señor de dicha jurisdicción y mayorazgos y de la casa de Doriga, caballero de Santiago, paje de guion del rey Carlos II, regidor perpetuo de las ciudades de Oviedo y León, corregidor de esta y de Segovia, que fue bautizado el 10 de abril de 1661 en San Tirso el Real de Oviedo y murió en la misma ciudad el 3 de junio de 1734, habiendo otorgado poder para testar a su mujer dos días antes, por ante Javier Rabanal, y de Melchora Cabeza de Vaca, con la que casó en Avilés el 25 de febrero de 1701 previas capitulaciones otorgadas el mismo día a fe de Antonio Morán de la Riva; nieta de Fernando Álvarez de la Rivera y Hevia, señor de aquellas casas, y de Guiomar de Doriga y Malleza, de los señores de estas, y materna de José Ramiro Cabeza de Vaca y Ruiz de Velasco, caballero de Santiago, gentilhombre de boca de S.M., regidor de las ciudades de Oviedo y León y corregidor de las de Palencia y Valladolid, y de Isabel Vázquez de Prada y Heredia, de la casa del Valleto en Mieres.

Tuvieron al menos estas hijas:
1. María Manuela de Navia Arango y Rivera, que como primogénita e inmediata sucesora en la casa usaba el dictado de «vizcondesa de la Herrería».[1] No llegó a poseer el título y mayorazgos de su padre porque le premurió.[69][70] Nació hacia 1730 y murió prematuramente en Rusia, donde era embajadora, a finales de 1767.[71] Casó hacia 1755 con Álvaro de Navia Osorio y Bellet, su tío segundo (que desde entonces fue conocido como el «vizconde de la Herrería» y siguió utilizando este dictado incluso durante su segundo matrimonio).[1] Destacado diplomático, teniente general de los Reales Ejércitos,[72] caballero pensionista de la primera promoción de la Orden de Carlos III.[73][74] Desempeñó misiones de ministro plenipotenciario de S.M.C. en Estocolmo, San Petersburgo,[71] La Haya y Nápoles, y de embajador en Turín y Lisboa.[75][76] En 1769 contrajo segundas nupcias con Javiera de Güemes y Padilla, de los condes de Revilla Gigedo, con quien tuvo siete hijos más.[77] Nació este señor en 1728 en París —donde su padre era embajador ante Luis XV— y falleció en Burgos el 29 de noviembre de 1788.[59][73] Era hijo del teniente general Álvaro José de Navia Osorio y Vigil de Quiñones, III marqués de Santa Cruz de Marcenado (ya reseñado porque casó en primeras con hija del I marqués de Ferrera) y de María Antonia Bellet y Valencia, su tercera mujer, dama de honor de la reina Isabel de Farnesio, nacida en Barcelona; nieto de los II marqueses de Marcenado (reseñados al exponer el segundo matrimonio del I marqués de Ferrera), y materno del también teniente general Juan Esteban Bellet de Miporquer y Sampsó, decano del Supremo Consejo de la Guerra, natural de Castellfullit de la Roca, y de Manuela de Valencia y Gabar, que lo era de Barcelona.[73][78][75] Tuvieron tres hijas:
  1. María Joaquina de Navia Osorio y Arango, que nació primogénita en 1757 y murió niña en Madrid, colación de la Santa Cruz, el 12 de octubre de 1762. Era de cinco años y medio de edad y fue enterrada en el convento de San Cayetano.[79]
  2. María del Carmen Francisca de Navia Osorio y Arango, subrogada en la primogenitura, que sigue.
  3. Y María Antonia de Navia Osorio y Arango, fallecida en Fregenal de la Sierra el 2 de septiembre de 1834 y que casó en Madrid, parroquia de San Martín, el 8 de octubre de 1788 con Cristóbal Juan de Jaraquemada Quirós Sotomayor y Velasco, maestrante de Sevilla y señor del mayorazgo de la Granja.[80] Natural de Fregenal, fue bautizado en Santa Ana el 19 de julio de 1765 y murió en la misma villa el 10 de octubre de 1825, habiendo testado el 8 ante Antonio de Soto. Hijo primogénito del teniente coronel José Antonio de Jaraquemada y Gutiérrez de la Barreda, señor de dicha casa, caballero de Santiago, y de Ana Gregoria de Velasco y Arjona, su mujer, de los señores de la casa de Velasco de Feregenal. Con descendencia que volveremos a citar.[81]
2. María Teresa de Navia Arango y Rivera (n.c. 1738), que siendo ya anciana y viuda litigó por el mayorazgo de Menéndez de Avilés y condado de Canalejas al vacar esta casa en 1814. En este pleito tuvo por opositor, entre otros, a su sobrino-nieto Cayetano de Navia Osorio, el IV marqués de Ferrera.[12] Casó con Jacinto García de Herrera y Lorenzana, su deudo, primer marqués de Villadangos, natural, vecino y regidor perpetuo de León, procurador en Cortes por esta ciudad, coronel del Regimiento Provincial, fundador y primer director de la Real Sociedad Patriótica de Amigos del País de León, hijo de Jacinto García de Herrera y Navia, señor de Villadangos, Celadilla y Sardón de Duero en el reino de León, y de Gertrudis de Lorenzana y Salazar, su mujer, que era hermana entera del cardenal Francisco de Lorenzana y Butrón, arzobispo de Toledo; nieto de Isidoro García de Herrera y de Mayor de Arango, ya citados, ella hermana del primer marqués de Ferrera. Tuvieron por hija única e inmediata sucesora a
Ramona de Herrera y Navia, dama de notable talento, cultura y virtudes que murió doncella antes que su padre. En 1795 tenía poco más de veinte años y era cortejada simultáneamente por dos caballeros maduros: uno era José María de Tineo y Ulloa, a la sazón viudo, señor de varios vínculos y jurisdicciones en Galicia, León y Asturias, y el otro pretendiente era el obstinado soltero Gaspar Melchor de Jovellanos, quien manifiesta en sus Diarios gran interés por esta joven a quien llamaba la Majestuosa. Más tarde la pretendió Nicolás de Llano Ponte...
3. María Josefa de Navia Arango y Rivera.
4. Y María del Rosario de Navia Arango y Rivera, natural de Avilés, que fue bautizada en San Nicolás el 18 de febrero de 1741 y premurió a su padre. Casó en la misma iglesia el 29 de diciembre de 1759 con Tomás Bernaldo de Quirós y Miranda, señor de la casa de Villa en la parroquia de Riaño, Langreo, regidor perpetuo de este concejo y de la ciudad de Oviedo, natural de su palacio de San Feliz en la Pola de Lena, hijo de Andrés Bernaldo de Quirós y Valdés, natural y señor de la casa de Villa, y de Ángela de Miranda y Vigil, su mujer, señora del palacio de los Villa Hevia en la parroquia de Santa Marina de Cuclillos y nacida en la de Aramil, ambas del concejo de Siero, y poseedora también del dicho palacio de San Feliz. Con descendencia en la que recayó y sigue actualmente el marquesado de Campo Sagrado.[82]

### Los Navia Osorio
El casamiento de Manuela de Navia Arango con Álvaro de Navia Osorio y Bellet fue probablemente concertado para mantener la casa de Ferrera en su varonía original de Fuertes-Navia, pero no dio el esperado fruto de un heredero varón. Y en la generación siguiente se repitió el intento mediante la boda de Carmen de Navia Osorio, la III marquesa, con su primo Cayetano de Navia Osorio, quien daría varonía a los tres siguientes titulares de la casa de Ferrera.
Tercera marquesa

Por fallecimiento del anterior en 1777, sucedió su nieta

• María del Carmen Francisca de Navia Osorio y Arango, III marquesa de Ferrera, señora de Sena y de las casas de Navia de Luarca, Arango, Ferrera, Báscones, Andallón, Fresnedo, etc. Nació en Madrid el 26 de abril de 1758 y falleció en 1820.

Casó en Madrid el 9 de septiembre de 1783 con Cayetano de Navia Osorio y Boil de Arenós, su primo carnal, mariscal de campo de la Real Guardia Española y gobernador de Pamplona, nacido en Barcelona el 4 de noviembre de 1753 y finado en Fregenal de la Sierra el 12 de febrero de 1811, hijo de Lucas de Navia Osorio y Bellet (hermano entero del padre de la marquesa), coronel del Regimiento de Saboya y brigadier de los Reales Ejércitos, que murió en 1759, y de Tecla Boil de Arenós; nieto del III marqués de Santa Cruz de Marcenado y de su tercera consorte, ya citados en el párrafo anterior, y materno de José Vicente Boil de Arenós y Balaguer, marqués de Boil, natural de Valencia, y de María de Figuerola y Blanes, de los barones de Náquera. Mediante este nuevo matrimonio con un Navia Osorio, la casa de Ferrera volvía a tomar varonía de una rama menor de su propio tronco. Fueron padres de
1. Cayetano de Navia Osorio y Menéndez de Avilés, que sigue,
2. y Álvaro de Navia Osorio y Navia Osorio, que seguirá.

Cuarto marqués

Por fallecimiento de la anterior en 1820, sucedió su hijo

• Cayetano de Navia Osorio y Menéndez de Avilés, o de Navia Osorio y Navia Osorio, IV marqués de Ferrera, senador del Reino, que nació en Madrid el 12 de marzo de 1792 y murió el 20 de noviembre de 1846. Fue el último señor del coto de Sena y poseedor de los mayorazgos de Navia de Luarca, Arango, León de Avilés, Rivera de Báscones, Andallón, Fresnedo, etc., con sus patronatos y oficios perpetuos.

Se interesó como parte en el pleito por la sucesión de la casa de Menéndez de Avilés, adelantamiento de la Florida y condado de Canalejas, suscitado a raíz de que en 1814 muriera sin descendencia Josefa Dominga Catalá de Valeriola Luján y Góngora, III duquesa de Almodóvar del Río, VII condesa de Canalejas, etc., con quien se extinguió la línea directa de la casa de Canalejas. Por razón de esta pretensión, Cayetano de Navia Osorio adoptó en segundo lugar el apellido del Adelantado. 

Durante las discordias civiles de su tiempo abrazó la causa liberal, y fue presidente del Consejo de Subordinación que organizó las Milicias Nacionales de Avilés. Lo que en la Reacción de 1823 le acarreó persecución y pérdida de honores. En 1833 fue elegido junto con Francisco Julián de Sierra Avello para representar a Avilés en la Junta General que había de nombrar los diputados a Cortes.

Casó con María Antonia de Jaraquemada y Navia Osorio, su prima carnal, nacida en Fregenal de la Sierra el 20 de abril de 1791, hija de Cristóbal de Jaraquemada y Velasco, señor de la casa de la Granja, y de María Antonia de Navia Osorio y Arango, ya citados (ella hermana de la III marquesa e hija de Manuela, la «vizcondesa de la Herrería»). Pero no tuvieron descendencia.

Quinto marqués

Por fallecimiento del anterior en 20 de noviembre de 1846 y real carta dada en San Ildefonso el 30 de julio de 1848, sucedió su hermano

• Álvaro de Navia Osorio y Navia Osorio, V marqués de Ferrera, brigadier de Infantería de los Ejércitos Nacionales y senador del Reino, que nació en Barcelona el 12 de marzo de 1799 y fue bautizado en Santa María del Pino el siguiente día 17; murió el 9 de mayo de 1861 en Oviedo, parroquia de San Tirso, bajo testamento hecho en esta ciudad el 8 de enero de 1849 a fe de Pedro Barreda, y fue enterrado en Báscones.

En agosto de 1858 hospedó en su palacio de Avilés a los reyes Isabel II y Francisco de Asís y a sus hijos la infanta Isabel y el entonces príncipe de Asturias, todavía en mantillas.

Casó en Fregenal de la Sierra el 20 de octubre de 1843, con real licencia del 31 de agosto, con María Ramona Sánchez Arjona y Jaraquemada, su sobrina segunda, dama de la Orden de María Luisa, natural de Fregenal, bautizada en Santa Ana el 25 de septiembre de 1821 y finada en la misma villa el 12 de noviembre de 1894. Esta señora poseía desde el primer año de su edad los mayorazgos de la rama mayor de los Sánchez Arjona de Fregenal, como hija única supérstite de García Sánchez Arjona y Ponce de León, señor de dichos vínculos y último varón de su rama, alguacil mayor perpetuo de Fregenal, donde nació el 5 de febrero de 1787, alumno del Seminario de Nobles de Madrid, fallecido en Sevilla el 1.º de junio de 1822 y enterrado en la ermita de San Sebastián, y de Elena de Jaraquemada y Navia Osorio, su mujer y prima segunda, hermana de la anterior marquesa de Ferrera, nacida en Fregenal el 11 de agosto de 1792 y fallecida en 1857; nieta de Matías Sánchez Arjona, anterior mayorazgo y alguacil mayor de Fregenal, maestrante de Ronda, y de María Ponce de León y Escalante, y materna de Cristóbal de Jaraquemada y de María Antonia de Navia Osorio y Arango, ya citados (ella hermana de la III marquesa e hija de Manuela, la «vizcondesa de la Herrería»).
 Tuvieron un varón, que murió prematuramente, y cinco hijas:
1. María de los Remedios de Navia Osorio y Sánchez Arjona, que sigue.
2. María del Amparo de Navia Osorio y Sánchez Arjona, que obtuvo real licencia de 10 de agosto de 1880 para casar con Ricardo Bermúdez de Castro y Suárez de Deza, hijo de Francisco Bermúdez de Castro y de Aurelia Suárez de Deza y Tineo.
3. María de la Concepción de Navia Osorio y Sánchez Arjona, que nació en Avilés el 22 de junio de 1855 y murió el 6 de junio de 1912. Casó el 10 de octubre de 1888, con real licencia dada el 11 de septiembre, con José María de Tineo y Casanova, V marqués de Casa Tremañes, nacido en Oviedo el 14 de junio de 1861 y fallecido en Madrid el 8 de agosto de 1821, hijo de Manuel de Tineo y Martínez del Monte, nacido el 3 de julio de 1820 y finado el 13 de mayo de 1870, y de Castora de Casanova y Rodríguez, su segunda mujer, nacida el 3 de febrero de 1838 y difunta el 13 de octubre de 1920, casados el 2 de junio de 1858; nieto y sucesor de Pedro de Tineo y Montero de Espinosa, IV marqués de Casa Tremañes, señor de la casa de Villaoril, y de Trinidad Martínez del Monte y Azpillaga. De este matrimonio solo nació un hijo, llamado José y que murió niño, por lo que al marqués le sucedió su hermana Trinidad, casada con José de Santiago Concha, marqués del Dragón de San Miguel de Híjar.
4. María Antonia de Navia Osorio y Sánchez Arjona, natural de Avilés, que murió soltera.
5. Y Elena de Navia Osorio y Sánchez Arjona, de igual naturaleza, que murió en Báscones el 18 de noviembre de 1930. Casó con Manuel Vázquez de Quiroga y Quiroga, director general y diputado a Cortes, nacido el 17 de abril de 1879. Con prole.

### Los Santa Cruz
Sexta marquesa

Por fallecimiento del anterior en 9 de mayo de 1861 y real carta de 10 de marzo de 1862, sucedió su hija

• María de los Remedios de Navia Osorio y Sánchez Arjona, VI marquesa de Ferrera, natural de Avilés y fallecida el 12 de junio de 1881.

Casó con Lorenzo de Santa Cruz y Múxica, I marqués de San Muñoz desde 1878 por merced del rey Alfonso XII, senador del Reino por Asturias, que murió viudo el 26 de junio de 1882, hijo de N. de Santa Cruz y Blasco y de N. de Múxica y Villar; nieto de Gregorio Santa Cruz y de Isabel Blasco, vecinos de la ciudad de Cádiz, donde casaron en 1787, y sobrino carnal del también senador Antonio de Santa Cruz y Blasco (1798-1865), teniente general de la Armada y ministro de Marina (1854–1856), natural de Cádiz, que fue bautizado en el Sagrario de esta Catedral el 1.º de abril de 1798.

Tuvieron estos hijos:
1. Álvaro de Santa Cruz y Navia Osorio, que sigue,
2. Antonio de Santa Cruz y Navia Osorio, que seguirá,
3. y María de la Concepción de Santa Cruz y Navia Osorio, que también seguirá.

Séptimo marqués

Por fallecimiento de la anterior en 12 de junio de 1881 y real carta de 19 de abril de 1883, sucedió su hijo

• Álvaro de Santa Cruz y Navia Osorio, VII marqués de Ferrera y II de San Muñoz. Murió soltero en 1891.

Octavo marqués

Por fallecimiento del anterior en 1891 y real carta de 19 de abril de 1892, sucedió su hermano

• Antonio de Santa Cruz y Navia Osorio, VIII marqués de Ferrera y III de San Muñoz. Nació en 1881 y murió soltero en Avilés el 7 de octubre de 1897.

### Los Llano Ponte
Novena marquesa

Por fallecimiento del anterior en 7 de octubre de 1897 y real carta de 1900, sucedió su hermana

• María de la Concepción de Santa Cruz y Navia Osorio, IX marquesa de Ferrera y IV de San Muñoz, dama noble de María Luisa, fallecida en Madrid el 7 de julio de 1932.

Casó en Avilés el 22 de agosto de 1895 con Genaro de Llano Ponte y Prada, natural de dicha villa, primogénito del linaje asturiano de Ponte, dueño del palacio de la Magdalena en la parroquia de Soto y de la casa y torre de Ponte en la de La Corrada, ambas del concejo de Soto del Barco, que murió en Madrid el 7 de mayo de 1936. Este marqués de Ferrera fue presidente del comité que promovió la erección en Avilés de un monumento al Adelantado Pedro Menéndez, su antepasado. Por lo que en 1919 fue condecorado con la gran cruz de la Orden del Mérito Naval. En 1915 solicitó, para su hija Remedios, la sucesión en el marquesado de la Quinta Roja, que no obtuvo, a lo que salieron otros opositores. Era hijo de Rodrigo de Llano Ponte y Maqua, diputado provincial de Asturias, fallecido en Avilés en 1924, y de Isabel de Prada y Maqua, su mujer y prima carnal, quienes además de los de Soto del Barco poseyeron y habitaron el Palacio de Llano Ponte de Avilés, sito como el de Ferrera en la plaza de España; nieto de Juan Nepomuceno de Llano Ponte y Cienfuegos, escritor localista y también diputado provincial, gran impulsor de la mejora de las comunicaciones del Principado y del desarrollo urbano de Avilés, que nació en 1808 y murió en su palacio de la Magdalena el 7 de agosto de 1866, y de Julia de Maqua y Fernández del Valle, naturales de Avilés y casados en París en 1845.

Genaro de Llano Ponte iniciaba la tercera y actual varonía de la casa de Ferrera, no menos ilustre que la original de Fuertes y también oriunda de Cangas de Tineo, pues era descendiente agnado de los Queipo de Llano.

Fueron padres de
1. María de los Remedios de Llano Ponte y Santa Cruz, V marquesa de San Muñoz desde 1935,  que murió sin descendencia en Madrid el 21 de abril de 1983. Casó con Galo Oria y García-Soncines, que falleció en Salinas, concejo de Castrillón, el 18 de noviembre de 1996.[98]
2. Isabel de Llano Ponte y Santa Cruz, que nació en Avilés el 12 de mayo de 1899 y murió en Madrid el 26 de octubre de 1983. Casó en Avilés el 7 de agosto de 1930 con Faustino de Navia Osorio y Rodríguez San Pedro, su deudo, XII marqués de Santa Cruz de Marcenado, doctor en Derecho, que finó en Gijón el 24 de enero de 1966 y fue enterrado en el cementerio de las Caldas de San Juan de Priorio. Hijo de José María de Navia Osorio y Castropol, el anterior marqués, que nació en las Caldas el 14 de septiembre de 1872 y murió en su casa de la Rúa de Oviedo el 22 de octubre de 1953, diputado a Cortes por Luarca, caballero gran cruz de Isabel la Católica y de la Legión de Honor, y de Romana Rodríguez San Pedro y Alvargonzález, nacida en Madrid el 31 de agosto de 1872 y finada en Oviedo el 4 de febrero de 1963, casados en Madrid, San José, el 11 de noviembre de 1897 y enterrados ambos en el cementerio de las Caldas; nieto por línea paterna de José María de Navia Osorio y Campomanes, marqués de Santa Cruz de Marcenado, natural de Madrid, y de Josefa de Castropol y Trelles, que lo era de Miudes, y por la materna, de Faustino Rodríguez San Pedro y Díaz Argüelles, diputado a Cortes por Asturias y por Cuba, senador vitalicio del Reino y vicepresidente del Senado, ministro de Estado y dos veces de Hacienda, y de María del Carmen Alvargonzález y Menéndez del Pino, naturales de Gijón. Padres de la actual marquesa de Santa Cruz de Marcenado.
3. Y Álvaro de Llano Ponte y Santa Cruz, que sigue.

Décimo marqués

Por fallecimiento de la anterior en 7 de julio de 1932, acuerdo de la Diputación de la Grandeza de 1935, decreto de convalidación de 21 de diciembre de 1951 y carta de 10 de julio de 1953, sucedió su hijo

• Álvaro de Llano Ponte y Santa Cruz, X marqués de Ferrera, ingeniero de minas, director general de la Unión Española de Explosivos. Nació en Avilés el 2 de agosto de 1902 y falleció en Madrid el 21 de septiembre de 1974.

Casó en Cartagena, parroquial de Santo Domingo, el 6 de julio de 1931 con María Luisa de Navia Osorio y Aguirre, su deuda, nacida en dicha ciudad el 11 de marzo de 1908, hija de Ramón de Navia-Osorio y Castropol, contraalmirante de la Armada, nacido en las Caldas de San Juan de Priorio el 9 de febrero de 1877 y que murió asesinado en Cartagena en 1937, y de María del Amparo Aguirre Girón, su mujer; nieta de José María de Navia Osorio y Campomanes, marqués de Santa Cruz de Marcenado, natural de Madrid, y de María Josefa de Castropol y Trelles, nacida en el palacio de Miudes y ambos enterrados en las Caldas. Tuvieron por hijos a
1. Genaro de Llano Ponte y Navia Osorio, que sigue,
2. María del Amparo de Llano Ponte y Navia Osorio, nacida en Cartagena el 6 de junio de 1933. Casó en San Nicolás de Avilés el 5 de agosto de 1959 con Álvaro González de Castejón y Argüelles, nacido en San Sebastián el 3 de agosto de 1931, hijo de Miguel González de Castejón y Chacón, de los condes de Aybar, y de María Josefa de Argüelles y Armada. Con sucesión.
3. Y María de la Concepción de Llano Ponte y Navia Osorio, que nació en Aldea Moret (Cáceres) el 16 de febrero de 1935 y casó en la iglesia de la Concepción de Madrid el 29 de junio de 1960 con su concuñado Rafael Coello de Portugal y Contreras, maestrante de Granada, nacido el 18 de febrero de 1931, hermano de la mujer de Genaro, cuya filiación se verá en el párrafo siguiente. Con posteridad.

### Actual titular
Por fallecimiento del anterior en 21 de septiembre de 1974, orden publicada en el BOE del 9 de abril de 1976, y real carta de 15 de diciembre del mismo año, sucedió su hijo

• Genaro de Llano Ponte y Navia Osorio, XI y actual marqués de Ferrera y VI de San Muñoz, ingeniero agrónomo, primogénito de los linajes asturianos de Navia, Arango, Ponte y Rivera, y de los Sánchez Arjona de Fregenal de la Sierra, que nació en Avilés el 16 de julio de 1939.

Después de los días de su padre, en 1975, este señor y sus hermanas vendieron al Ayuntamiento de Avilés la mayor parte de los extensos jardines anejos al Palacio de Ferrera, con la condición de que quedasen abiertos al público. El Parque de Ferrera fue inaugurado por el rey Juan Carlos I el 19 de mayo de 1976. El marqués conservó el palacio y el jardín francés hasta 1998, año en que el jardín pasó también a propiedad municipal, y el edificio fue convertido en un hotel gestionado por el grupo NH Hoteles.

Casó en la madrileña iglesia de San Antonio de los Alemanes el 22 de marzo de 1969 con Isabel Coello de Portugal y Contreras, dueña del castillo de la Encomienda o de Castilnovo en Villanueva de la Serena (Badajoz), nacida en Oporto el 24 de septiembre de 1936, hermana de su cuñado Rafael e hija de Alonso Coello de Portugal y Bermúdez de Castro, caballero de Calatrava y maestrante de Granada, mayordomo de semana de S.M., y de María de Contreras y Solís, fallecida en Madrid el 13 de julio de 2003; nieta de José Ignacio Coello de Portugal y Pérez del Pulgar, maestrante de Granada, de los condes de Pozo Ancho del Rey, y de María de los Dolores Bermúdez de Castro y O’Lawlor, de los marqueses de Lema; y materna de Fernando de Contreras y Pérez de Herrasti y de María de Gracia de Solís Beaumont y Desmaissières, de los marqueses de Valencina y de la Motilla. Tienen cuatro hijos:
1. María Isabel de Llano Ponte y Coello de Portugal, nacida en Madrid el 13 de febrero de 1970,
2. Alejandro de Llano Ponte y Coello de Portugal, nacido en Madrid el 22 de octubre de 1971,
3. José Manuel de Llano Ponte y Coello de Portugal, nacido en Madrid el 3 de noviembre de 1973,
4. y Alonso de Llano Ponte y Coello de Portugal, nacido en Madrid el 24 de octubre de 1976.